# Campyloneurus sexfasciatus
Campyloneurus sexfasciatus är en stekelart som först beskrevs av Cameron 1912.  Campyloneurus sexfasciatus ingår i släktet Campyloneurus och familjen bracksteklar. Inga underarter finns listade.